# Burkard Bausch
Burkard Bausch (* 1656; † um 1721/1723) war ein Mönch und Chronist der fränkischen Abtei Münsterschwarzach.

## Leben
Bausch verfasste zwei umfangreiche Chronikwerke in lateinischer Sprache, in denen er detailreich die Geschichte seines Klosters mit vielen Bezügen zu dessen fränkischem Umland und mit ausführlichen Schilderungen der allgemeinen Geschichte darstellte. Ihre Bedeutung liegt in der Reichhaltigkeit und Originalität der Darstellung, besonders aber in der konsequenten Verfolgung der Auffassung von der pädagogischen Aufgabe der Geschichtsschreibung. Überzeugt davon, dass auch die Klosterchronik eine erzieherische Aufgabe zu erfüllen habe, wich er oft klaren Urteilen nicht aus – ohne viel Rücksicht auf Stand und Rang der Betroffenen in seinem Kloster. Besonders die Darstellung seiner eigenen Epoche, die er über 43 Jahre als Mönch erlebte, lassen ein farbiges Bild des Klosterlebens der frühen Barockzeit und der Zeitgeschichte um 1700 entstehen.